# То је Пони
То је пони је британска анимирана телевизијска серија коју је креирао Ент Блејдс. Премијерно је приказана на Никеодиону у САД 18. јануара 2020. године. Од 9. јула 2020. серија је обновљена за другу сезону од 20 епизода.
У Србији, Црној Гори и Северној Македонији серија се премијерно емитовала у септембру 2020. годинe на ТВ nickelodeon. Синхронизацију је радио Gold digi net.
Епизоде Trash Dash и Save to Took Took су емитоване премијерно у Србији 20. новембра 2020. године, а у САД 21. новембра 2020. године.

## Радња
Прича прати преко деветогодишње девојчице Ане, која има свог верног Понија, који је веома смешан, и иду у забавне авантуре.

## Улоге
| Име лика | Глас за САД      |
| -------- | ---------------- |
| Ени      | Џесика Дичико    |
| Пони     | Џош Закерман     |
| Тата     | Ејб Бенруби      |
| Мама     | Индија де Бофорт |
| Беатрис  | Меган Хилти      |
| Клара    | Тејлор Полидор   |